# Ptolemy Reid
Ptolemy Alexander Reid (Dartmouth, 8 maggio 1918 – Atlantic Gardens, 2 settembre 2003) è stato un politico guyanese.

## Biografia

### Origini e studi
Nacque nel villaggio di Dartmouth, da Herman Reid e Flora Munroe. Trascorse l'infanzia nel suo villaggio natale diventandovi un insegnante, finché nel 1949 riuscì ad iscriversi alla prestigiosa università di Tuskegee, uno dei pochi istituti negli Stati Uniti che permetteva la frequentazione agli alunni di colore, e Reid ne divenne quindi il primo studente sudamericano.
Nel 1955 si laureò in medicina veterinaria e rientrò in Guyana per sposarsi. Poco dopo, non trovando lavoro, dovette emigrare in Canada, dove esercitò per alcuni anni a Milestone, nella provincia del Saskatchewan. L'esperienza canadese gli servì per entrare all'università di Londra, dove conseguì un'ulteriore laurea nel 1958.

### Carriera politica
Rientrato in Guyana, dal 1960 fu molto attivo in politica, candidandosi l'anno seguente col Congresso Nazionale del Popolo. Perse le elezioni, ma guadagnò abbastanza influenza da entrare a far parte in maniera stabile, a partire dal 1964, dei vari governi guyanesi come ministro. Assieme a Forbes Burnham e ad Hamilton Green era considerato uno dei veri capi del suo partito.
Uomo dal polso duro, durante il suo mandato da ministro dell'Interno fece passare leggi per reprimere più facilmente le violenze, causando così una rapida svolta autoritaria del governo guyanese. Nella seconda metà degli anni '70 cominciò a perdere influenza, e venne relegato a ruoli di secondo piano all'interno del partito.
Raggiunse tuttavia l'apice della carriera politica nel 1980, divenendo allo stesso tempo vicepresidente e primo ministro del capo dello Stato Burnham. Il suo principale avversario al governo era Desmond Hoyte, e l'improvviso ritiro dalla politica di Reid nel 1984 ne facilitò immensamente l'ascesa, tanto che l'anno dopo, alla morte di Burnham, Hoyte divenne il nuovo presidente della Guyana. Giocò un ruolo fondamentale nell'espulsione di Hamilton Green dal partito nel 1993, per poi ritirarsi definitivamente dalla politica.

### Vita privata e morte
Era sposato con Ruth Chalmers, dalla quale ha avuto l'unico figlio Herman. Alla morte della moglie nel 1997 si risposò con Marjorie Griffith, un suo amore di gioventù, che tuttavia morì pochi mesi prima di lui. Era di religione anglicana.
Si spense durante il sonno il 2 settembre 2003 nella sua casa di Atlantic Gardens, non lontano da Georgetown.